# Carpella willineri
Carpella willineri är en fjärilsart som beskrevs av Angelina Chiarelli De Gahan 1953. Carpella willineri ingår i släktet Carpella och familjen mätare. Inga underarter finns listade i Catalogue of Life.